# 五區總辭

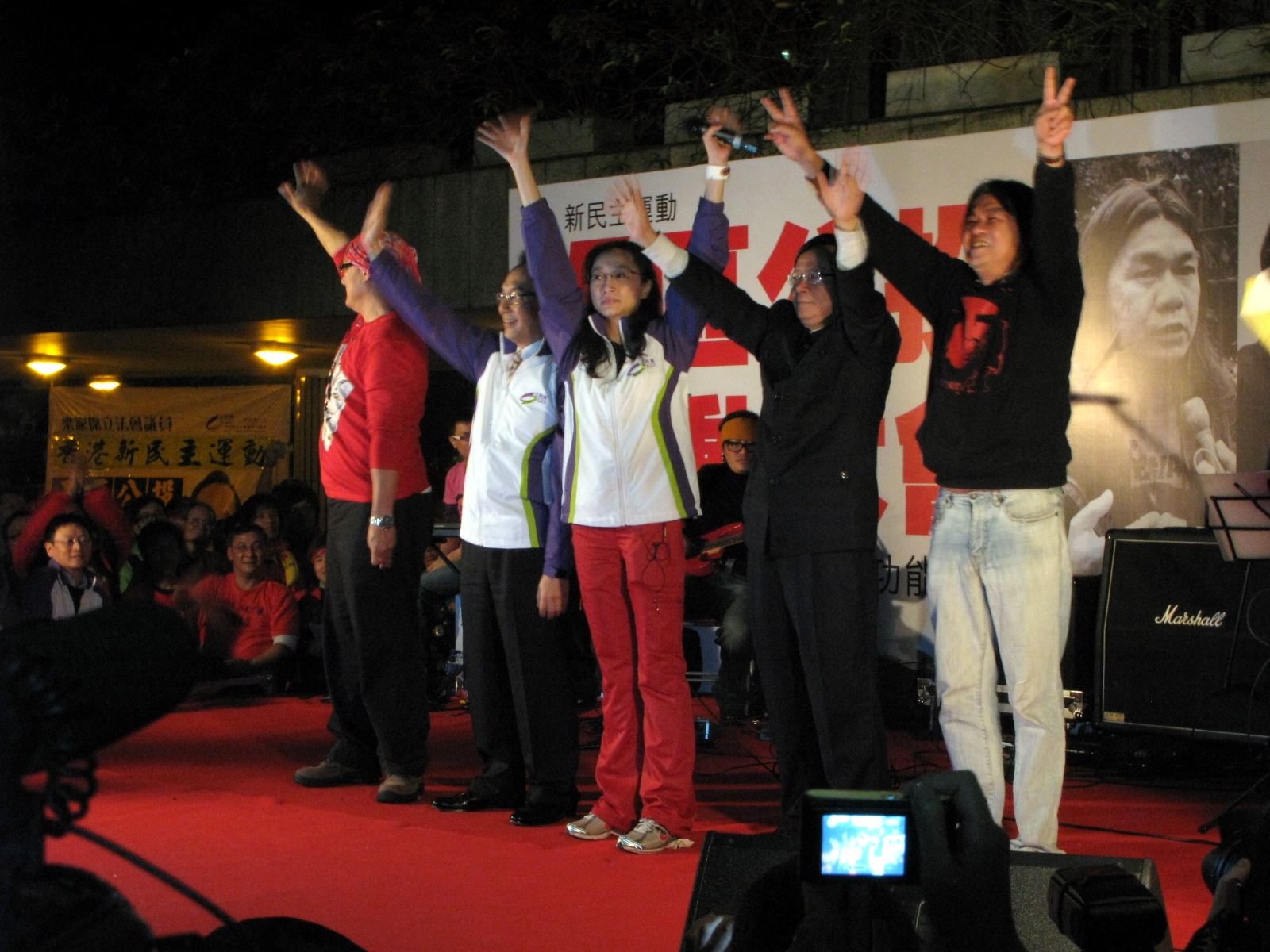
參與五區總辭辭職議員，左起：新界西陳偉業、九龍東梁家傑、港島區陳淑莊、九龍西黃毓民、新界東梁國雄

「五區總辭」，其倡議者宣稱為「五區公投」，是香港泛民主派的公民黨與社會民主連線兩個政黨於2009年為爭取真普選而聯合發起的政治運動。意思是指五個香港立法會選區，即香港島、九龍東、九龍西、新界東及新界西，每區均有一位泛民主派香港立法會議員辭職，產生五個空缺席位，然後按照香港《立法會條例》必須進行補選，公民黨與社民連以爭取「盡快實現真普選、廢除功能組別」作為選舉議題，並以「五區公投、全民起義」作選舉口號。
是次運動最初由社民連於2009年7月提倡，並在社會引發過廣泛議論。2009年12月9日，社民連聯合公民黨在立法會提出「五區總辭　全民公決」議案，動議最終遭否決。2010年1月26日，五位立法會議員正式遞交辭職信，辭職生效日期為2010年1月29日。五個選區辭職議員分別是為港島區陳淑莊、九龍東梁家傑、九龍西黃毓民、新界東梁國雄、新界西陳偉業。公民黨黨魁余若薇則擔任行動的總發言人。2010年4月7日，五名辭職議員再次報名參選。泛民主派最大政黨民主黨沒有參加「五區總辭」。原先已經準備參與補選的建制派政黨自由黨及民建聯，改為杯葛此次補選。是次政治運動亦受到建制派指責，他們表示「五區總辭」浪費公帑、違反《基本法》。行政長官曾蔭權公開表示當日不投票。補選投票於5月16日舉行，約有58萬人投票，總投票率為 17.1%，比過往為低。結果五名辭職議員以大比例得票贏得議席，重返立法會。

## 背景
香港的公民黨及社會民主連線發起的「五區請辭」政治行動，以「盡快實現真普選、廢除功能組別」為議題，以「五區公投、全民起義」作為宣傳口號。該普選議題沿自多年來香港民主政制的某些爭議：
1997年，中華人民共和國在香港主權移交後實行一國兩制，以維持香港的穩定繁榮，承諾港人治港、高度自治。但是，香港立法會有一半議席是功能組別議席，由特定界別的選民選出，而不是由全港所有合資格的選民投票選出來。功能組別在各個界別中的選票都不等值；在某些界別中選民多達數萬人，在另外的界別則只有數百人。由於中央人民政府在香港有大量經貿、文教、工會機構，在過去的選舉有不少功能組別候選人自動當選，體現出功能組別選舉的不公平。
中央人民政府在香港落實《基本法》，其中第45條：「香港特別行政區行政長官在當地通過選舉或協商產生，由中央人民政府任命……」、及68條聲明「……立法會的產生辦法根據香港特別行政區的實際情況和循序漸進的原則而規定，最終達至全部議員由普選產生的目標」。但是，條文對如何進行普選並不明確，而怎樣廢除功能組別也沒有具體說明。
2002年，香港特區政府開始就《基本法》23條，就叛國、顛覆、及分裂國土等罪行進行諮詢。很多香港人憂慮這項法例會影響香港人本來擁有的人權和自由。
2003年，香港政府宣佈將自行立法落實《基本法》23條，引發7月1日超過50萬人大遊行，間接導致董建華及賣力推銷的葉劉淑儀下台。自此之後，香港每年7月1日都有公眾遊行。部份香港人追求民主的願望日益強烈，爭取落實特首與香港立法會議員的雙普選遂成為訴求。
2004年底，時為社福界立法會議員的張超雄動議就2007／08年雙普選，進行「全民公投」。其後新界西立法會議員梁國雄提交私人草案，當時親北京報章曾出現文章指摘公投是煽動港獨，梁國雄更早在2005年11月香港人民廣播電台節目《風蕭蕭》及《名嘴開咪夜》中已經公開提出五區總辭方案，被視為「護法」之一的清華大學法學院副院長王振民批評公投不符《基本法》。
2007年12月29日，全國人大常委會宣佈否決香港在2012年實行雙普選，同時宣稱香港在2017年可以實行行政長官普選，在2020年可以實行立法會全部議員普選。部份港人對中央人民政府的普選承諾抱懷疑態度，恐怕行政長官的候選人會被選舉提名委員會篩選，而功能組別議員將會以另一形式繼續存在。

## 「變相公投」认受性質疑
廣泛而言，公民投票是指公民跨過選舉代表的間接治權，直接透過投票方法，表達全體公民意向。公民投票，可以概分為選舉罷免以及針對政策表達意見兩種。前者選舉，可以是由選民投票決定政府公職人選，或者提早罷免公職人員，皆以選「人」為對象。另外一種比較普遍的公民投票，則是針對公共政策或法案，以「事」為投票對象，兩者不可混淆。五區總辭主催者視五區總辭為「變相公投」，以「普選」一事為投票對象，是選「事」不選「人」，但是，總辭後的補選或「變相公投」，最終以選「人」為投票單位。五區補選與「變相公投」之間的分野與矛盾，在輿論及泛民內部形成一場論爭仍未有定論。黃毓民曾在商業電台節目《左右大局》中曾表示，即使在公投中落敗，一樣繼續在政改投反對票；政制及內地事務局局長林瑞麟亦曾表示，政府只有憲制責任安排補選，而基本法中沒有公投安排，政府只會視五區總辭為一次補選。「變相公投」的結果，對參與的議員以及政府，同樣沒有法例或道德上約束性，因此「變相公投」本身的意義以及成效，均受到部分泛民以及學者質疑。
而即使辭職議員全部勝出及重奪議會席位，亦要承擔兩種風險。其一是投票率不足五成，將要支持建制的政改方案；其二是浪費納稅人金錢—補選經費達一億五千萬元，等於每席位花掉三千萬元，多個民調顯示，近六成香港市民反對五區總辭，而支持者不足三成，令泛民造成嚴重分裂，最終，只有公民黨、社民連參與今次五區總職，泛民其他黨派民主黨、民協、街工、職工盟等均沒有參加。
港澳辦在中國官方媒體《新聞聯播》中批評「五區公投」違反憲法後，「五區公投」的性質更受進一步質疑，港大法律系教授、《基本法》委員會委員陳弘毅說，公社兩黨只是單方面聲稱補選是公投，按法律定義並不是公投，雖然不是違法，港府也不能作出檢控，但違反《基本法》精神。另一方面，余若薇強調「五區公投」合憲、合法、合情；港大法律學院助理教授張達明也指，五區公投運動無涉及任何違反《基本法》的問題，只是一個政治行動。經過反高鐵運動包圍香港禮賓府以及衝擊立法會後，加上公社兩黨轉用「五區公投，全民起義」作為政治宣傳口號，有親建制派評論指這是實則性的「港獨」。林行止亦在信報林行止專欄中撰文，指「五區公投、全民起義」的宣傳策略是自作聰明者「過猶不及、弄巧反拙」、公民黨的毛孟靜亦撰文指「起義」用詞有誤。。自由黨、民建聯與工聯會相繼宣佈杯葛今次補選。

### 「變相公投」議題
在普選立場的問題上，社民連最初表示以2012年雙普選為公投議題，但由於2012年雙普選違反人大釋法，公民黨在普選立場上，是以爭取2017/2020真普選為目標。2009年12月9日，在立法會黃毓民動議「五區總辭，全民公決」議案，梁家傑作出修訂，刪去2012年雙普選字眼，改為「落實真普選 取消功能組別」。

### 「勝敗準則」
五區公投聯合委員會定出以50％投票率作為「公投」目標，投票率低於50％，則只能算是公投未達標，不會視為公投失敗。公投成敗以泛民候選人所得票數總和是否多過建制派最強候選人的得票總和作論斷，最極端例子，有可能是出現公社聯盟整體得票率不足50%，5個議席中輸4席，也有贏的機會。公民黨的陳家洛指，兩黨同意要全力取得五成的投票率，並定出勝負準則，如果兩黨候選人所得總票數，低於建制派最強候選人得票總和，兩黨將承認公投失敗，議題不獲選民支持。黃毓民在2010年1月9日電台訪問表示如「變相公投」投票率低就會辭職，並稱「做人要有廉恥」。陶君行則強調爭取五成投票率是目標，並非門檻，但兩黨共識若投票率最終不達五成，公投可算是未達標，屆時兩黨要再討論投票意向。大專2012和公社兩黨發表聯合聲明，同意把對方選票計進公投議題的支持人數。

## 泛民主派

### 支持並倡導及參與
- 社民連 - 最早提出五區總辭的黨派，派出全黨三位立法會議員參加。
- 公民黨 - 梁家傑、余若薇、吳靄儀、陳淑莊表示支持五區總辭，惟湯家驊表示反對。對於公民黨拋出雙辭方案，建議23名泛民立法會議員最終全體總辭抗議，湯家驊明言曾考慮退黨。最終公民黨派出兩位議員參加五區總辭。[21]

### 支持但不參與的議員
- 李國麟 - 「五區總辭，全民公決」議案投贊成票，但沒有出席公投起動大會。
- 李卓人 - 「五區總辭，全民公決」議案投贊成票。在立法會會議表示凡是泛民提出的動議都應該支持，對公民黨與社民連派員總辭及參與補選，也表態會支持拉票。[22]
- 何秀蘭 - 「五區總辭，全民公決」議案投贊成票，但由於公社兩黨公投的題目，沒提及2012年雙普選，何秀蘭批評題目「不清晰、不達我的標準，我難以支持」。[23]何秀蘭曾承諾支持協助辭職的泛民議員參與補選，以及辭職議員一旦輸掉議席，要為該候選人在2012年贏回議席。[24]何秀蘭解釋當時變相公投題目還未落實，所以支持，但料不到題目竟沒有2012年雙普選，這樣不符她的選舉政綱。有出席公投起動大會。

### 反對
- 民主黨：不參與五區總辭，支持及反對的各持己見。主流派反對，但有部份少壯派議員支持總辭。反對理由包括建制派議員可能杯葛未必參選、恐怕泛民議員辭職後無法在補選中取回議席，喪失21席政制否決權[25]。由於特區政府不承認是次選舉為公投，即使全數贏回議席，亦不代表可以成功爭取2012年雙普選，假如泛民輸掉其中一個議席，更會喪失爭取普選的話語權、另外，民主黨認為運動應視為持久抗爭，而不是背水一戰，而選舉中選票亦以投人投黨較多，將投票行為簡化為全民公投難以成立；而且，議員辭職補選，即時沒有了議員收入以及津貼，議員助理需要離職，地區辦事處也會被迫關閉，假如選舉失敗，議員薪金、津貼、任滿酬金等，泛民總數將會損失近三千萬，而五人補選競選所需要投入資源，亦要超過一千萬的費用。12月13日，民主黨會員大會表決不參加五區總辭。在「5區總辭，全民公決」議案投棄權票。
- 民協：在任立法會議員有張國柱與馮檢基。前主席馮檢基表明不會參與辭職，因為對於原則及技術上因素，仍然存有疑慮，認為「現在的老人家對總辭方案都很了解，一百多人中沒有一個人贊成總辭方案」，張國柱曾承諾會協助辭職的泛民議員參與補選。[26]在「5區總辭，全民公決」投棄權票。「公投」以及「全民起義」的爭議後，民協決定不會具名支持亦不會為兩黨站台，中委會最後通過不會參與辭職，亦不會助選。[27]
- 街工：梁耀忠在人網節目家豪會客室中質疑五區總辭成效，認為輸掉議席，更難向政府解釋民意取向，認為「選民不會單純看候選人政綱就投票，同樣會以是否熟悉候選人、工作表現及政治立場等作投票，結果不一定就是變相公投。」只承諾有限度支持協助辭職的泛民議員參與補選，在「五區總辭，全民公決」投棄權票。[28][29]

## 建制派
專業會議梁美芬稱發現現行立會有這個漏洞，她提出一項私人草案要求禁止日後立法會議員辭職再參與補選，並建議刪除「任何議員可隨時以書面辭職通知而辭去議員席位」的字眼。
民建聯主席譚耀宗認為議員在無特別原因下辭職再選是浪費公帑，當局應該考慮是否需要修例。
工聯會的黃國健亦表示同意修例，擔心議員日後遇到新議題時會再次辭職再補選。
前律政司司長及香港基本法委員會副主任梁愛詩亦建議政府提出修例，禁止議員辭職再補選。湯家驊批評梁的建議是完全違反《基本法》：有關法案禁止議員辭職後再參選，本身經已違反《基本法》第二十六條任何人均可依法享有選舉權及被選舉權；此外，改變香港的立法會選舉方式，涉及影響香港的政治體制，因此有違反《基本法》第七十四條中對私人法案的規定，梁並無權提出。
2010年4月22日，立法會繼續三讀辯論撥款條例草案，工聯會的王國興動議剔除立會補選經費，雖得到梁美芬等建制派支持，但因泛民主派及自由黨反對而被否決。

## 學界參選
由香港六所大學多名大學生組成的「大專2012」，參與「五區公投」於五區派人出選。他們堅持2012雙普選及取消功能組別，理念與發起者公民黨與社民連相近，但他們表明自己是獨立組織。

## 特區政府高層立場
5月16日投票日前夕，行政長官曾蔭權公開表示他和他的問責制團隊在補選中不會投票，理由是「社會上的主流意見認為今次的補選本來是無需要的；更有不少市民認為是濫用選舉程序，浪費公帑」。
民政事務局副局長許曉暉較早前已公開表示本着公民責任決定不投票。

## 個別學者意見
學者陳雲在《困局之內爭民主》文中指出:「中共投鼠忌器式的放權，香港要離開特權的護蔭，如世上最終爭取到民主的人群一樣，自己付出努力，付出代價。香港並沒有公投法，所以需利用辭職補選的手段，來製造變相公投（de facto referendum）的事實。」
中大政治及行政學系副教授馬嶽質疑，社民連及公民黨於去年立法會選舉的政綱中，無提及如2012無雙普選就辭職，如最終進行五區總辭，是出賣他們的選民。
對於特區政府高層的立場，馬嶽認為特首曾蔭權班子決定不在補選投票，除了向中央交心，另一個可能是中央向曾班子施壓，要求特區公開表露對「公投」不滿，進一步為「公投」定性。政治學者蔡子強和宋立功均認為，有關做法明顯是為了要避過傳媒的主要新聞時段和截稿時間，減少報導篇幅或評論，不夠光明正大，行為鬼祟，會破壞政府的威信和公信力。有言論更稱相信這是全球首個政府領導人在自己舉辦的選舉中帶頭不投票。

## 外國先例
1985年12月，15名來自親英派系，代表北愛爾蘭不同選區的英國國會議員，因為不滿英國與愛爾蘭政府對於北愛爾蘭的協議而集體辭職，並且引發補選。
1986年，加拿大的保守黨政府有意與美國簽訂自由貿易條約，但反對黨自由黨表明會在上議院擁有的控制權來阻撓法案。最終執政黨決定解散下議院，並將自由貿易條約變成1988年大選的唯一議題。
2005年，日本政府提出的郵政私有化法案遭到參議院否決，因而首相小泉純一郎政府不單只辭職，並且解散眾議院，而提前的大選就變為日本郵政私有化的公投。
英國的最近案例發生在2008年的6、7月。當時執政工黨在爭議聲中以數票之差，使下議院通過法案，修訂反恐法。時任保守黨影子內政大臣的戴維斯強烈不滿，辭去國會議席，就有關議題參與補選，尋求選民支持。戴維斯的辭職引起不少爭議。主要反對意見是：幼稚、無助推翻有關修訂及浪費公帑。工黨政府雖然攻擊戴維斯的辭職補選行動，但財相仍然讓選舉舉行，而非通過法律禁止他參選。保守黨黨魁大衛·卡梅倫對戴維斯的辭職亦有保留，但沒有阻止他繼續作為保守黨的候選人，並為其助選（然而黨中央不資助其補選經費）。下議院議長沒有批准戴維斯在國會發表「具爭議」的辭職演說，他只能在國會門外向傳媒讀出其聲明。戴維斯最終以七成多得票重返國會。但工黨和自民黨均沒有派人出選，投票率從2005年大選的七成降到三成四。

## 事態發展
2009年7月，社民連提出五區總辭方案，辭職人選將由泛民議會內的席位比例決定，即是民主黨派出2人辭職，社民連1人，公民黨1人，其他泛民再派1人。
2009年8月，民主黨司徒華在黨內內部會議討論時，提出五區總辭名單：公民起動何秀蘭、公民黨梁家傑、社民連黃毓民、民主黨劉慧卿、職工盟李卓人。
2009年8月3日，司徒華接受香港電台自由風節目電話訪問，表示提出贊成用辭職去進行公投，順便提出這個名單。
2009年8月6日，司徒華在香港電台吳志森的《自由風自由Phone》節目中說「五區公投『應該做，值得做，快啲做』」。其後，司徒華表示並沒有支持五區總辭，拋出辭職名單，是因為民主黨不應該被社民連搶佔道德高地。
2009年9月，民主黨對方案持仍抱開放態度，認為可以研究，公民黨黨魁余若薇則質疑總辭成效，指出2007年尾港島區補選，已經是一場變相公投，但是選舉結果並未有效改變政府取態。
9月6日，公民黨在黨內集思會後召開記者會，提出「先談判、五區再補選、23議員後總辭」三部曲方案，如果5區補選後民意基礎支持泛民，而特首未能於一年內交出普選路線圖，所有泛民名立法會議員將於2011年7月1日集體總辭，不再參加補選，同時要求時任行政長官曾蔭權下台謝罪。公民黨並提出另一份總辭名單：陳淑莊、梁家傑、梁國雄、馮檢基及李永達。民協馮檢基指責公民黨事先未有諮詢其他民主派的意見，表示對總辭方案有所保留。
10月14日，《施政報告》用300餘字談及政制發展，重申中共當局對香港實行普選的規限及港府將在11月進行公眾諮詢。泛民主派議員抨擊這是曾蔭權任內最差的《施政報告》。。

### 2009年11月
2009年11月18日，政務司司長唐英年發表《2012年行政長官及立法會產生辦法諮詢文件》，觸發連串討論。泛民主派直指是次政改方案「翻叮」2005年的舊方案，政府就反擊指已經添加了「民主成分」。
11月19日，社民連及公民黨宣佈合作五區總辭。
11月19日，政制及內地事務局長林瑞麟表示，泛民立法會議員5區總辭，如要補選，初步估計涉及費用1.5億元, 用作開設260個臨時僱員職位、20多個公務員職位、招聘及培訓15,000名事務人員。
11月23日，社民連的梁國雄在遊行中以「何俊仁，站出來！」作為口號，呼籲民主黨參加五區總辭
。
11月24日，司徒華公開在數個月前在黎智英家中飯局中商議總辭一事，當時陳方安生、李鵬飛、黎智英及李柱銘均支持總辭，只有司徒華一人傾向反對。司徒華事後表示，接受訪問是表明他從一開始就不支持泛民總辭的態度。
11月25日，李柱銘在香港電台節目中表示，有關五區總辭之事令泛民分裂，呼籲支持者要多「停一停，想一想」。
11月28日，社民連主席黃毓民在理工大學對記者提出「先否決，後公投」言論，翌日，各大報章均作大篇幅報導。民主黨黨鞭司徒華贊成黃毓民的提議，認為爭取民主的行動要逐步升級。但是，社民連的陳偉業、梁國雄都反對「先否決，後公投」此一策略。陳偉業認為黃毓民應就押後總辭反建議道歉。
11月30日，司徒華批評黃毓民態度「兒戲」，破壞了他自己和社民連的形象。同日，黃毓民解釋「先否決，後總辭」只是一個想法，而非建議，用來回應民主黨擔心失去否決權憂慮，為了測試民主黨參與請辭的「膽量」，並表示將如期12月24日宣布何時總辭。陳偉業表示黃毓民的說法被香港傳媒扭曲，無需要為反建議道歉。

### 2009年12月
2009年12月6日，公民黨會員大會共通過議案，以76票贊成、17票反對、2票棄權，通過授權執行委員會可以採用「五區請辭、補選」策略爭取真普選。
12月9日，黃毓民在立法會提出「五區總辭、全民公決」議案，政制及內地事務局局長林瑞麟罕有地發政府新聞稿呼籲議員反對動議，動議最終以：22票贊成、31票反對遭否決。。同日，一群署名「一群默默支持民主黨二十年的選民」，在多份報章上，全版廣告提出質疑五區總辭成效。
12月10日，民主黨主流派成員聯署籲黨員反對總辭，成員包括中常委莫兆麟、狄志遠、黃成智、馮煒光、陳樹英，中央委員周錦紹、李建賢、趙忠林、林頌鎧、蔣月蘭、梁淑楨、蔡雨龍。
12月12日，民主黨區議員范國威以及其他人仕發起聯署廣告，希望民主黨黨員支持五區辭職。
12月13日，民主黨以229對54的壓倒性票數，否決參與五區辭職。黨主席何俊仁會後宣佈，如果黨員要為個別候選人助選，可以個人名義，但不能以黨名義。投票期間，有網民以及社民連會員在民主黨門外跪求，並舉出2012安心上路字牌揶揄民主黨。
12月14日，《港大民意網站》發表五區總辭調查11月28日至12月4日結果，表示支持立法會議員以辭職促使五區補選，變相公投，展示市民對政改意見，支持者有26%，一半半9%，反對51%，唔知/難講14%。自稱民主派支持者，67%表示會再選該辭職的民主派議員，或者其推薦的候選人，返回立法會。
12月15日，行動的總發言人公民黨黨魁余若薇對民主黨不參加請辭表示理解，並宣佈不遲於一月中辭職。

### 2010年1月

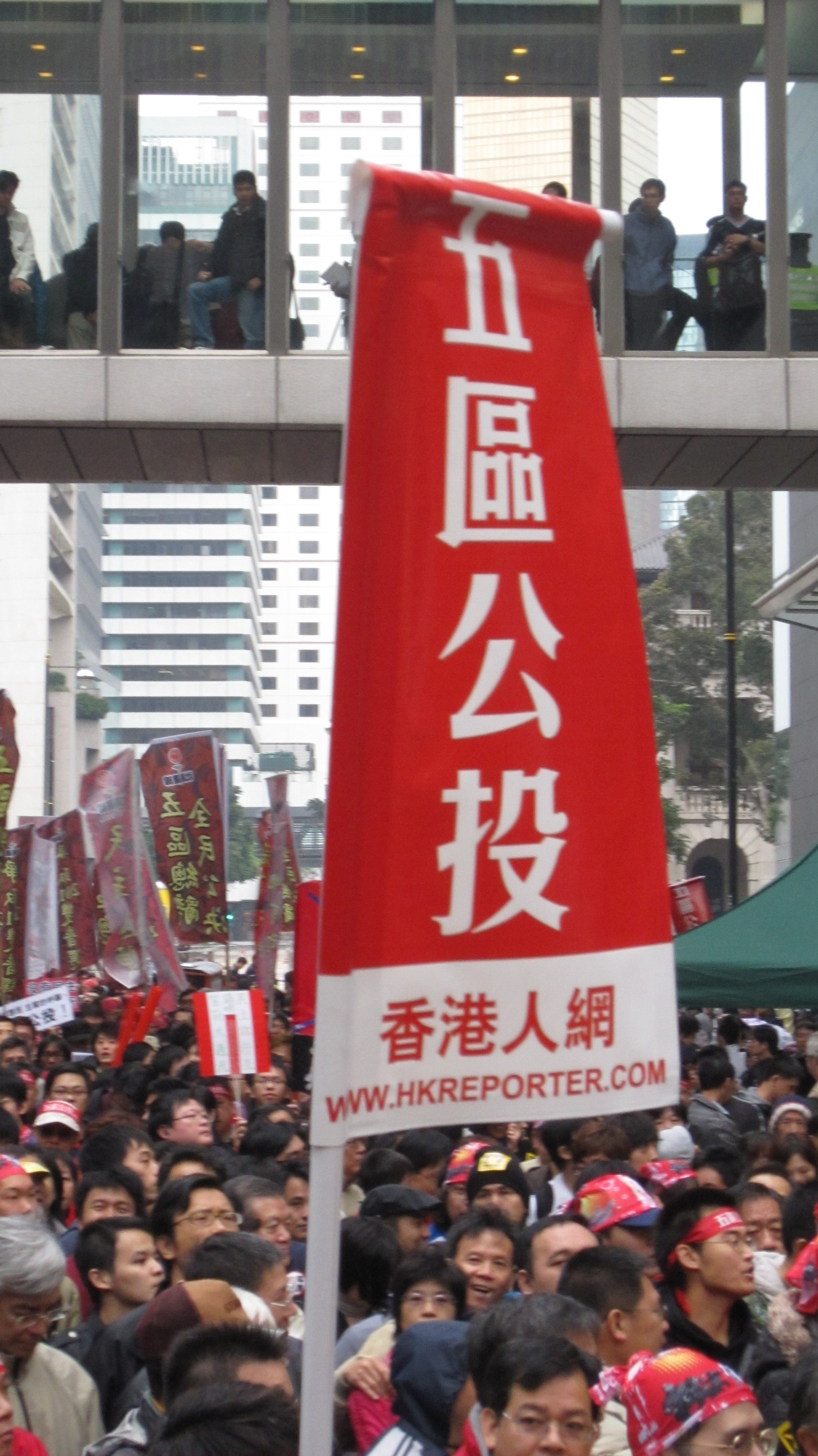
遊行人士高舉「五區公投」的標語

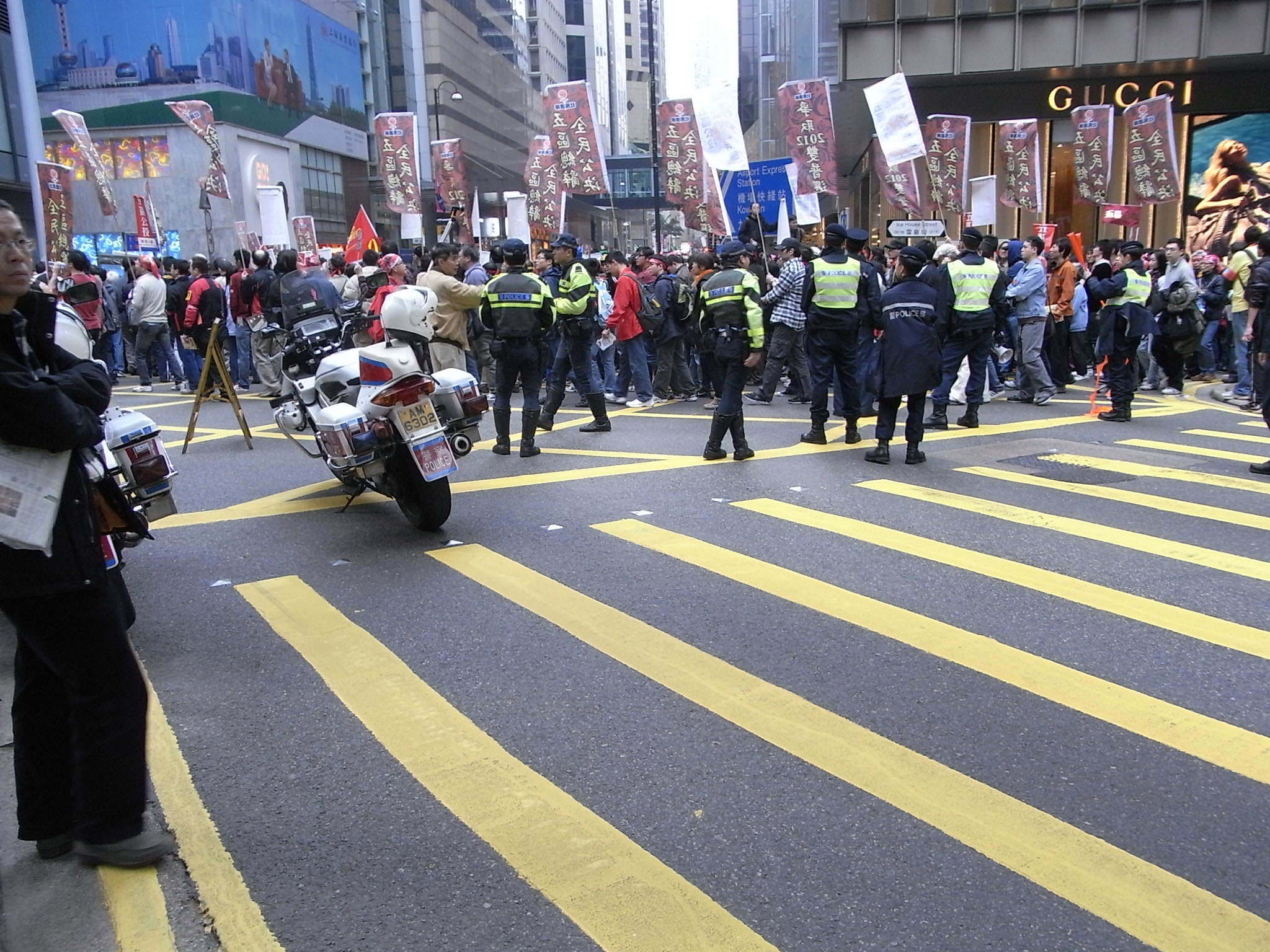
香港2010年元旦示威，社民連主張五區總辭

2010年1月1日，元旦遊行社民連與公民黨在遊行期間宣傳五區總辭。
1月9日黃毓民在電台訪問表示如「變相公投」投票率低就會辭職，並稱「做人要有廉恥」。
1月11日，公民黨和社民連宣布，在1月27日發動五區請辭，並把補選定調為公投，議題是「 盡快實現真普選，廢除功能組別」，「五區公投運動聯合委員會」副召集人陳家洛稱，「變相公投」訂下投票率過五成方為有效，但是低過五成亦不代表輸，假如公民黨和社民連在選舉中敗陣，不排除投票支持政改方案，但會諮詢泛民盟友的意見。
1月14日，陳偉業曾找李柱銘參加補選，但被對方婉拒
1月15日，中國中央電視台破天荒在晚上七時全國廣播的新聞節目《新聞聯播》中，用了約三分鐘時間，報道國務院港澳辦指公投運動違反《基本法》聲明。練乙錚撰文反駁，港澳辦指摘「一些人…公然挑戰…全國人大常委會有關決定」，是站不住腳，因為五區公投的議題，「儘快實現真普選，廢除功能組別」並沒有指明年份，並不違反人大常委會的任何決定。然而，社五區公投運動聯合委員會副發言人陶君行曾表示，「變相公投」除了定立「儘快實現真普選，廢除功能組別」，還將會公佈一系列聲明，當中包括「爭取2012年實現雙普選，萬一未能成事，中央應該交代明確的普選路線圖，以及在不遲於 2017年實行普選行政長官，以及在2020年前實行普選立法會。」同日，曾鈺成表示，參選主席時承諾不參與投票、不表決，但若遇到重要議題，他又認為表決重要過繼續擔任立法會主席一職，或會考慮辭職參與表決，暗示假如公民黨、社民連在補選中失利，而建制派票數可達三分之二，曾鈺成將會辭去立法會主席一職，投票支持政改通過。
1月18日，《港大民意網站》發表五區總辭調查結果，調查市民對於有立法會議員以辭職促使五區補選，變相公投的看法，結果顯示支持者有24%，12%一半一半，50%反對，14%不知道/很難說。
1月21日，公民黨及社民連公布五區請辭名單，五位辭職議員分別是：陳偉業、梁家傑、陳淑莊、梁國雄及黃毓民。翌日，在報章刊登全版廣告，以「五區公投、全民起義」作口號。 。親北京人士認為「全民起義」有推翻現政權的意思，認為這是港獨行動。
1月23日，自由黨召開緊急會議，主席劉健儀會後表示，由於公民黨及社民連提出「全民起義」，而「起義」的字眼有反動及推翻政府的意味，自由黨不能接受，假如自由黨參與補選，有機會被外界扭曲為自由黨贊同有關「起義」的活動，因此不會派人參選。同日，民協中委會通過，不會協助推動社民連及公民黨發起的五區請辭行動，不會具名支持亦不會為兩黨站台。
1月25日，民主黨、街工、教協、民協、職工盟和民主動力等十一個團體組成「終極普選聯盟」，爭取具體的2017及2020終極普選方案，希望成為溫和民主派主流。但聯盟未有邀請公民黨和社民連。
1月27日，社民連黃毓民宣讀辭職宣言時，民建聯、工聯會及多名功能組別議員突然拉大隊集體離場抗議，唯獨陳鑑林一人要求立即點算會議人數，令開會人數不足引至會議流會，阻止黃毓民宣讀辭職宣言。五名辭職議員以立法會為平台發言的機會被剝奪。
1月27日晚上7時30分，「五區公投運動起動大會」在中環遮打花園舉行。
1月29日，政府刊登憲報宣佈議席空缺。

### 2010年2月
2月3日，民建聯主席譚耀宗表示，該黨宣布不會參加補選，翌日，工聯會宣佈不參選，這代表建制派政黨將完全杯葛今次補選。
2月8日，香港政府開始內部公務員招募補選工作人員，補選日期暫時擬定於2010年5月16日或5月23日。
2月9日，《港大民意網站》發表五區總辭調查結果，訪問市民在公民黨同社民連五位立法會議員已經辭職後，會否支持5區補選、變相公投形式展示市民對政改既意見。支持者有27%、9%一半、58%反對、6%不知道/很難說 。
58%受訪者表示反對五區補選。

### 2010年3月
3月3日，立法會否決「呼籲市民在5月16日五區補選投票」的動議。
3月18日，黃毓民在左右大局中點名批評「終極普選聯盟」為「終極投共聯盟」。
3月19日，社民連主席陶君行發表公開信嚴詞點名批評「終極普選聯盟」成員湯家驊「賣友求辱」，來向中央「乞降」溝通。陶君行更指普選聯的行徑亦愈來愈過火，是騎着「五區公投運動」的膊頭上位。。
3月22日，余若薇向社民連主席陶君行撰寫公開信，表示公民黨與社民連在1月簽署的五區公投運動合作備忘錄中，社民連承諾宣傳方式以凝聚和團結支持者為最高目標，不可對泛民主派友好及團體攻擊，擱置泛民主派之間的爭拗。
3月23日，社民連召開記者會，向仍未表明會否呼籲選民投票的終極普選聯盟發公開信，批評聯盟與保皇派要求普選路線圖，做法等於「同中共一齊做戲」，並點名批評民主黨單仲偕、民主動力蔡耀昌迴避補選中投票的問題。普選聯副發言人蔡耀昌反駁稱，聯盟態度一向是不討論和不評論「公投」，又指任何人不能壟斷民主運動
。

### 「公投」過程

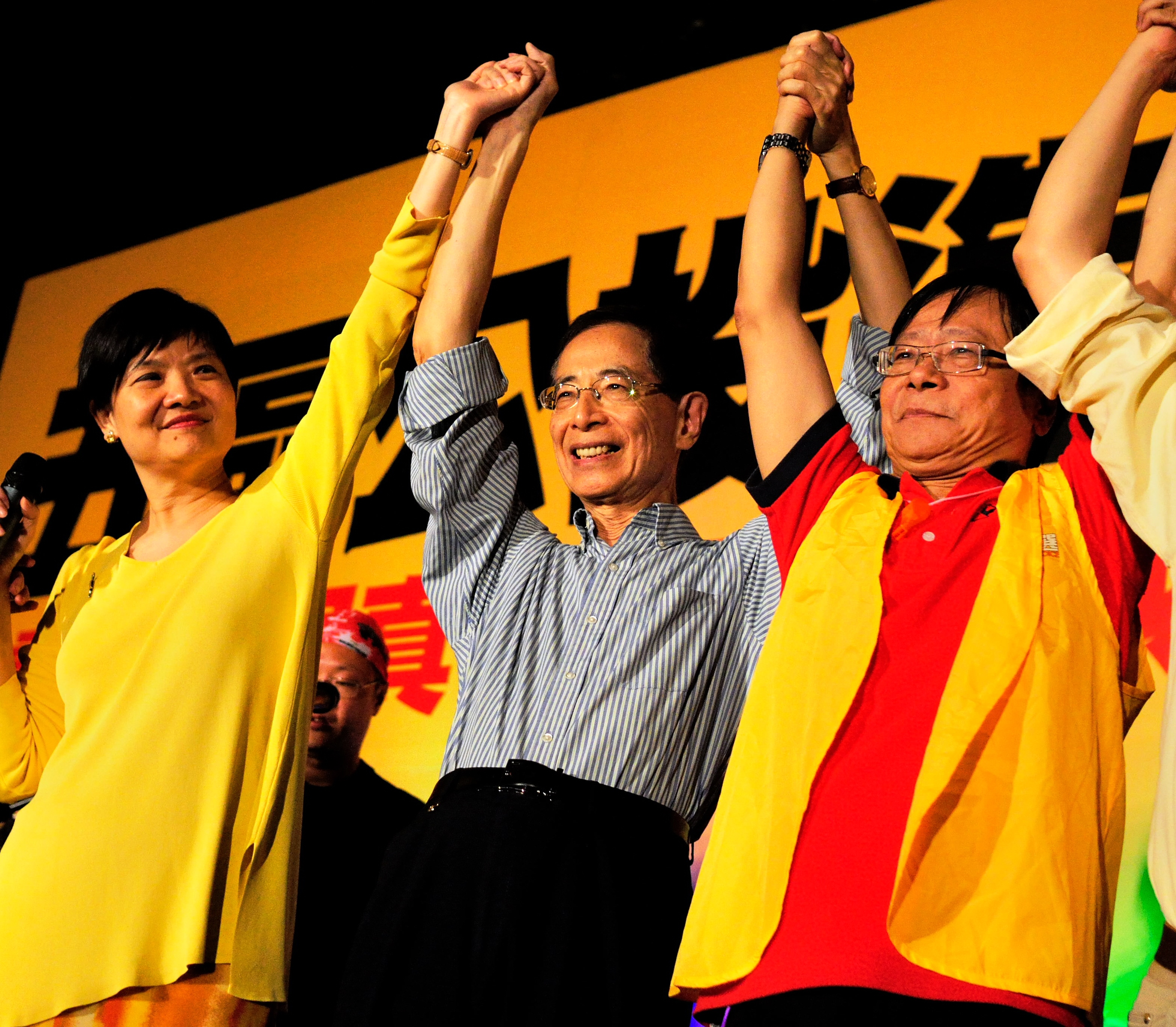
余若薇、李柱銘和黃毓民等在2010年五區公投爭取真普選大會上

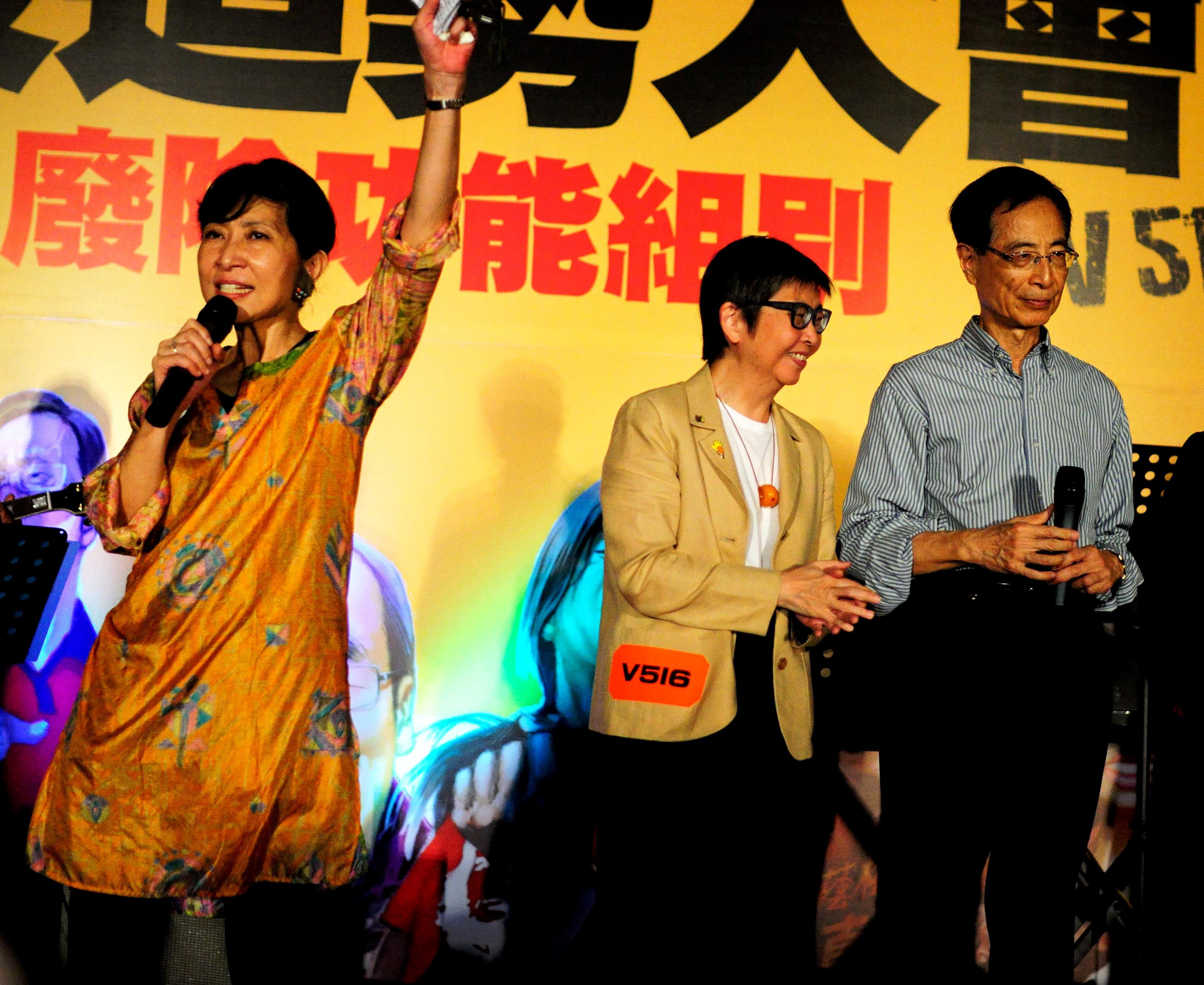
毛孟靜、吳靄儀和李柱銘

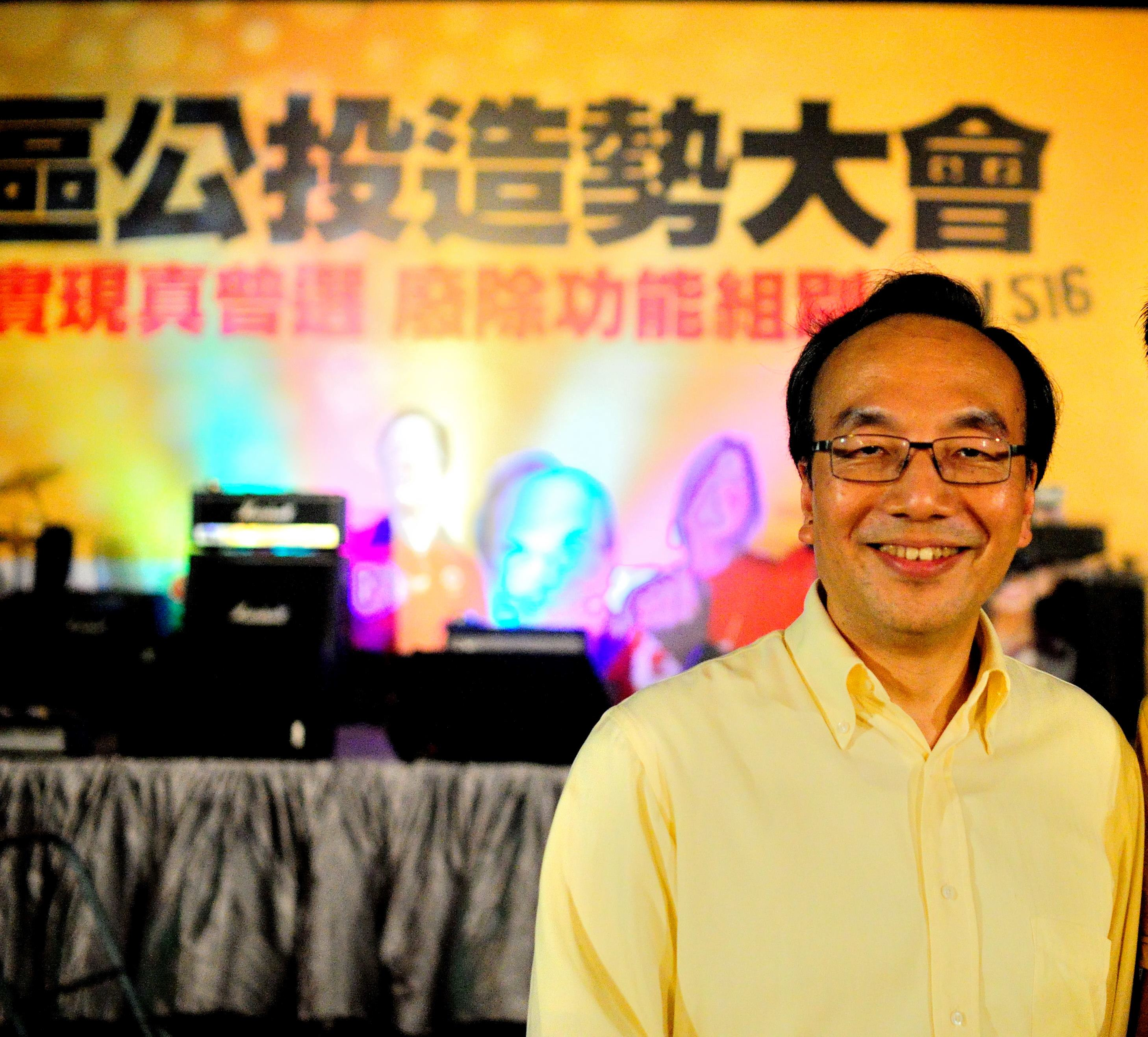
梁家傑議員

4月1日，辭職議員梁國雄首先報名參加補選。直至4月7日，其餘辭職議員陳淑莊、梁家傑、陳偉業及黃毓民報名參加補選。
5月14日晚10時30分，特首曾蔭權透過政府新聞處發出聲明，以是次立法會補選並非正常補選為由，正式宣佈他與屬下問責團隊官員，不會投票。
5月16日，立法會補選舉行，建制派政黨民建聯、自由黨，以及工聯會棄選，不少民主黨成員及泛民支持者沒有投票，使氣氛冷淡，投票率偏低。當日約有58萬人投票，總投票率17.1%，比過往為低。最終五名辭職的公民黨及社民連前議員全部當選重返議會。
一直公開支持是次政治運動的香港《蘋果日報》，亦於翌日發表社論表示從「公投」的意義來說，這次「變相公投」運動失敗告終。

## 演變及影響
2010年5月，公社黨策動「五區公投運動」後，港大民意研究計劃的民調顯示，策動「五區公投」的公民黨和社民連評分顯著下跌，研究計劃總監鍾庭耀表示，調查結果與政改爭論及公社兩黨發起五區請辭有關。

### 政改辯論
2010年5月20日，特區行政長官曾蔭權至函邀請「五區公投」運動發言人余若薇，就政改方案進行電視直播辯論2012年政改方案，但其他民主派質疑為何不獲邀請，政制及內地事務局局長林瑞麟表示，特首邀請余若薇參與政改辯論，是因為她是「五區公投」運動的總發言人，決定恰當。6月17日，通過電視直播辯論的「曾余辯」上演，香港各界關注，大律師出身的余若薇，相對辯才相對劣勢的曾蔭權，民意調查認為辯論是余勝曾敗，中大教授馬嶽更以「史上實力最懸殊的電視辯論」來總結這次辯論。對此次辯論，香港《經濟日報》的評論指出，政改遠不只是辯論的議題，更是重大是清楚交代香港政制民主化究竟如何向前行，曾余二人責無旁貸。香港時事評論員練乙錚認為，此次政改辯論最主要是功能組別的廢除，保留功能組別最符合資產階級利益，應該是大地產商大資本家與余若薇辯論，而不應是特區政府官員參與辯論。

### 遞補機制
2011年5月17日，政府表明針對「五區公投」，聲稱要堵塞「漏洞」，在立法會提出替補機制，取消補選，改為依據上一屆選舉，獲最大餘數得票的候選人名單的首名補上，並於5月31日向立法會提交修訂條例草案。政制及內地事務局局長林瑞麟指參與「五區公投」的議員濫用補選機制，浪費公帑，有盡快立法杜絕同類事件的必要，並期望可以在七月中立法會休會前完成立法。是次修訂完全沒有公眾諮詢，替補機制提出後引起社會強烈反彈。香港大律師公會分別於6月17日、21日和25日三度發出聲明回應替補修訂草案，質疑替補機制違反《基本法》、《人權法》及《公民和權利國際公約》，學者馬嶽亦指政府認為「有人濫用補選制，所以就要取消補選制度」這種邏輯「恐怖」。他反問「是否有人濫用綜援制度，為防止濫用就要取消綜援？」，2011年「七一遊行」以「還我2012年雙普選，打倒地產霸權及曾蔭權下台」為主題，但政府強行通過替補機制，成為遊行焦點。該日遊行人數創下2004年以來新高，主辦單位估計遊行人數為21.8萬人。三天後，政府宣布押後遞補機制表決、並展開諮詢。2012年1月20日，政府公佈諮詢結果，限制所有辭職議員於半年內參選，並於2012年6月1日於立法會進行三讀通過。

### 議會選舉
緊接「五區公投」，四年一度的區議會選舉於2011年11月6日舉行，投票結果顯示，建制派第一大政黨民建聯繼續成了大贏家，而倡議「五區公投」的前社民連主要成員組成的人民力量派出62人參選，並只有一人當選，社民連更全軍覆沒，激進派近乎一敗塗地。對此，有「香江第一健筆」之稱的政經評論員林行止；以區議員選舉投票結果作出評論文章，他稱（節錄）：「在「五區公投」各走極端的民主黨、公民黨及社民連，都佔不到便宜。以此說明大部分香港選民對民主政治已死心。受殖民地教育薰陶的香港人，大都是有奶便是娘的現實主義者，北京雖然在政治上寸步不讓，但香港人仍享有言論自由、基本法治等，香港絕非不可居，因此不去爭取北京不願見不允許的高度民主…」。不參與「五區公投」、而傾向比較以溫和態度爭取民主，並被人民力量支持者狙擊及謾罵，而人民力量在不少民主黨區議員的選區參戰，但最終只能使三名民主黨區議員下馬。民主黨在此次區議員選舉成績不差，評論文章稱；「足以顯示香港人對民主的訴求，不若公民黨及社民連殷切。香港人的現實、短視，甚至可說物質生活享受消磨了他們謀生賺錢以外的志氣…」，作者又認為「沒有公民黨，香港無法站在法治的高峰；沒有社民連，香港的民主政治不會受到廣泛注意，而民間的怨氣怒火更無處宣洩。換句話說，公民黨和社民連，都不是沒有功勞於香港，不過從這回選舉看，他們已失去相當多選民的支持，這固然是失敗，更是香港可能漸漸在自由世界中淡化褪色以至失去國際大都會光環的先兆！」
2012年香港立法會選舉，民主黨繼續受人民力量及建制派狙擊，選舉結果，泛民主派雖然選票增加，但總得票率只有五成七，「六四黃金定律」被打破，建制派配票成功，泛民與建制在直選議席比例打成平手。

## 相關人物
- 社民連
  - 黃毓民
  - 梁國雄
  - 陳偉業
- 公民黨
  - 余若薇
  - 陳淑莊
  - 梁家傑
- 大專2012
  - 梁永浩，理大前學生會會長
  - 黎敬輝，理工大學學生，二級工程師
  - 黃永志，中大前學生會會長
  - 周澄，學聯前秘書長、中文大學學生
  - 郭永健，前香港大學學生會會長，項目幹事
- 白韻琹

## 外部連結
- 所有五區總辭新聞及視頻
- 社會民主連線 :《五區總辭．全民公決．2012年雙普選》政治說帖
- 「五區公投 全民起義」是為「港獨」 wenweipo.com/2010/02/01
- 香港议员吁全民起义参与公投惹亲中势力不满 22/01/2010 （页面存档备份，存于） Radio France Internationale
- 「五區公投」的概念和策略：唉，都錯了！